# 上尾市立西小学校
上尾市立西小学校（あげおしりつ にししょうがっこう）は、埼玉県上尾市今泉一丁目にある公立小学校。

## 沿革
出典
- 1976年（昭和51年）
  - 4月1日 - 上尾市立西小学校開校。
  - 5月4日 - この日を開校記念日と定める。
  - 11月12日 - 校舎落成式挙行。
- 1977年（昭和52年）
  - 7月13日 - 校章・校歌制定発表会開催。
  - 7月15日 - プール竣工。
- 1978年（昭和53年）11月10日 - 学校園工事完成。
- 1979年（昭和54年）10月1日 - 鳥獣舎完成。
- 1980年（昭和55年）10月10日 - わんぱく山完成。
- 1981年（昭和56年）11月30日 - 正門と西側のフェンス完成。
- 1982年（昭和57年）2月28日 - 西側と北側の植樹完成。
- 1983年（昭和58年）12月22日 - 投てき板完成。
- 1984年（昭和59年）6月20日 - 防球ネット完成。
- 1985年（昭和60年）10月26日 - 十周年記念式典挙行。
- 1987年（昭和62年）
  - 2月 - 油庫完成。
  - 6月 - 校庭南側排水溝完成。
  - 7月4日 - 校舎北側舗装完成。
- 1988年（昭和63年）3月 - 校庭散水設備完成。
- 1989年（平成元年）3月 - 用務員宿舎が完成し、移動。
- 1990年（平成2年）
  - 4月 - 言葉の教室（難聴）開設。
  - 11月7日 - 平行棒竣工。
  - 11月19日 - 高鉄棒竣工。
- 1991年（平成3年）3月5日 - 言葉の教室工事完了。
- 1992年（平成4年）
  - 8月24日 - 収納倉庫完成。
  - 10月14日 - 体育館放送施設完成。
  - 11月16日 - わんぱく山大規模改修。
- 1993年（平成5年）
  - 3月31日 - 造形砂場完成。
  - 8月31日 - 校内放送施設設置（テレビ調整卓、ビデオ装置、テレビ14台）。同日、保健室床改修。
  - 11月25日 - 体育館屋根改修。
- 1994年（平成6年）
  - 3月17日 - 運動場改修。
  - 4月1日 - 言語障害児学級開設。
  - 11月16日 - ランチルーム完成。
- 1995年（平成7年）
  - 3月31日 - ちびっ子広場完成（スカイロープ、ジャンプ台等遊具施設）。
  - 4月1日 - 特殊学級（言語）が通級指導教室として認可。
  - 8月31日 - 教室棟2階床改修。
  - 10月16日 - 言語通級指導教室改修。
- 1996年（平成8年）
  - 8月31日 - 校舎一階床改修。
  - 9月1日 - 言葉の教室保護者駐車場および連絡通路完成。
- 1997年（平成9年）
  - 6月29日 - ジャンプ台下砂場新設。
  - 7月4日 - プール塗装改修。
  - 8月29日 - 西昇降口床および家庭科室全面改修。
- 1998年（平成10年）
  - 4月1日 - 特殊学級（難聴）が通級指導教室として認可。
  - 4月30日 - グリーン階段、ブルー階段、管理棟1階廊下改修。
  - 10月1日 - コンピュータ室設置、IBM23台。
- 1999年（平成11年）
  - 4月1日 - 校舎の床改修（中央階段）洋式トイレ設置（3階男女各1）。
  - 4月10日 - 自転車置場のシャッター設置。
- 2000年（平成12年）
  - 9月1日 - 体育館床全面改修。
  - 10月6日 - 校舎屋上全面防水処置改修。
  - 10月20日 - 飼育舎改修。
  - 11月18日 - 二十五周年記念式典挙行。
- 2001年（平成13年）7月11日 - エアコン設置（特別室等）。
- 2002年（平成14年）2月25日 - インターネット接続（職員室、図書室、コンピュータ室）。
- 2005年（平成17年）5月20日 - 創立三十周年記念式典挙行。
- 2007年（平成19年）4月1日 - 西小なかよし児童クラブ併設し、開所。
- 2009年（平成21年）
  - 3月27日 - ことばの教室プレールーム床張替・ 校舎後方門扉取替工事。
  - 8月5日 -  教室棟西側空き地補修工事および教室棟玄関前舗装工事。同日、男女更衣室床張り替え工事。
  - 9月19日 - 受水槽ポンプ取替工事。
- 2010年（平成22年）
  - 1月23日 - 給食用シャッター改修工事。
  - 3月2日 - ノートパソコン職員用15台職員室に設置。同日、52型テレビ普通教室設置。
  - 3月5日 - 校庭側校舎壁面に西小学校の看板設置。
  - 4月3日 - 正門側校舎壁面に西小学校のスローガン用の看板設置。
  - 8月4日 - 給食室インターフォン取付。
  - 8月10日 - 南校舎児童昇降口の屋根および屋上ウレタン塗装防水工事。
  - 8月31日 - 南校舎耐震補強工事およびトイレ改修工事。
  - 10月30日 - 南校舎西側に排水溝3箇所設置。
  - 12月11日 - わんぱく山補修。
  - 12月15日 - 転落防止用ステンレスバー12箇所取付。
  - 12月27日 - 教室棟昇降口引き戸工事。
- 2011年（平成23年）8月31日 - 管理棟耐震工事、職員トイレ改修完了。
- 2012年（平成24年）8月31日 - 体育館耐震工事完了。

## 周辺
- 鴨川
  - 新弁財橋
- 昌福寺
- 和泉公園

## 交通
- JR高崎線上尾駅から、
  - 市内循環バス″ぐるっとくん″「大石領家北上尾線」・「平方丸山公園線」で7分（日祝日は4分）、「西小学校入口」バス停下車後、徒歩約180m・約3分[注 1]。
  - 徒歩で約1.6km・約25分（最短ルート移動した場合）。
- JR高崎線北上尾駅から、上述の市内循環バス″ぐるっとくん″「大石領家北上尾線」で25分、「西小学校入口」バス停下車後徒歩[注 2]。